# Duške
Duške (cyr. Душке) – wieś w Czarnogórze, w gminie Podgorica. W 2011 roku liczyła 44 mieszkańców.